# Nagapitu
Nagapitu is een bestuurslaag in het regentschap Pematang Siantar van de provincie Noord-Sumatra, Indonesië. Nagapitu telt 4325 inwoners (volkstelling 2010).